# Universidad de Fraserburgh
La Universidad de Fraserburgh fue una universidad efímera fundada en 1592 en Fraserburgh, Escocia, por Sir Alexander Fraser de Philorth.

## Historia
En 1592, Fraserburgh (antes conocido como Faithlie) se convirtió en un burgo de la realeza, a pesar de las protestas de Aberdeen. Ese mismo año, Fraser obtuvo una carta para establecer allí una universidad o colegio, y la asamblea general de la ciudad la apoyó rápidamente, ofreciendo el patrocinio de dos de las iglesias de la ciudad (Tyrie y Rathen). La rivalidad del conde Marischal con Fraser puede haber sido un factor en la fundación del Marischal College en Aberdeen el año siguiente. La universidad fue confirmada en 1597 por el parlamento, que acordó reembolsar los costos de su establecimiento, ya que Fraser había gastado gran parte de su dinero en el plan, y la asamblea general otorgó tierras a Fraser para la universidad.
Fraser insistió en que quien se convirtiera en Ministro de Philoth también sería director de la Universidad, por lo que Charles Ferme, un antiguo alumno de la Universidad de Edimburgo, fue nombrado director en 1600. El colegio era ahora un gran edificio cuadrangular de tres pisos de altura, en el oeste de la ciudad. Ferme fue enviado a prisión por participar en la asamblea general de Aberdeen, y la universidad no logró desarrollarse y dejó de funcionar alrededor de 1605, ya que había perdido su director. Aunque no hay registro de que se impartiera enseñanza alguna;  sin embargo, se ha asumido que la enseñanza era similar a la del Marischal College.

### Historia posterior
En 1609, Ferme fue liberado de la prisión y restituido en su parroquia y colegio, donde continuó enseñando hasta su muerte en 1617. Los escritos de Ferme (como Analysis logica in epistolam apostoli Pauli ad Romanos ) indican que hubo enseñanza. Después de la muerte de Ferme, la universidad entró en decadencia, perdió ante Marischal College y cerró definitivamente.

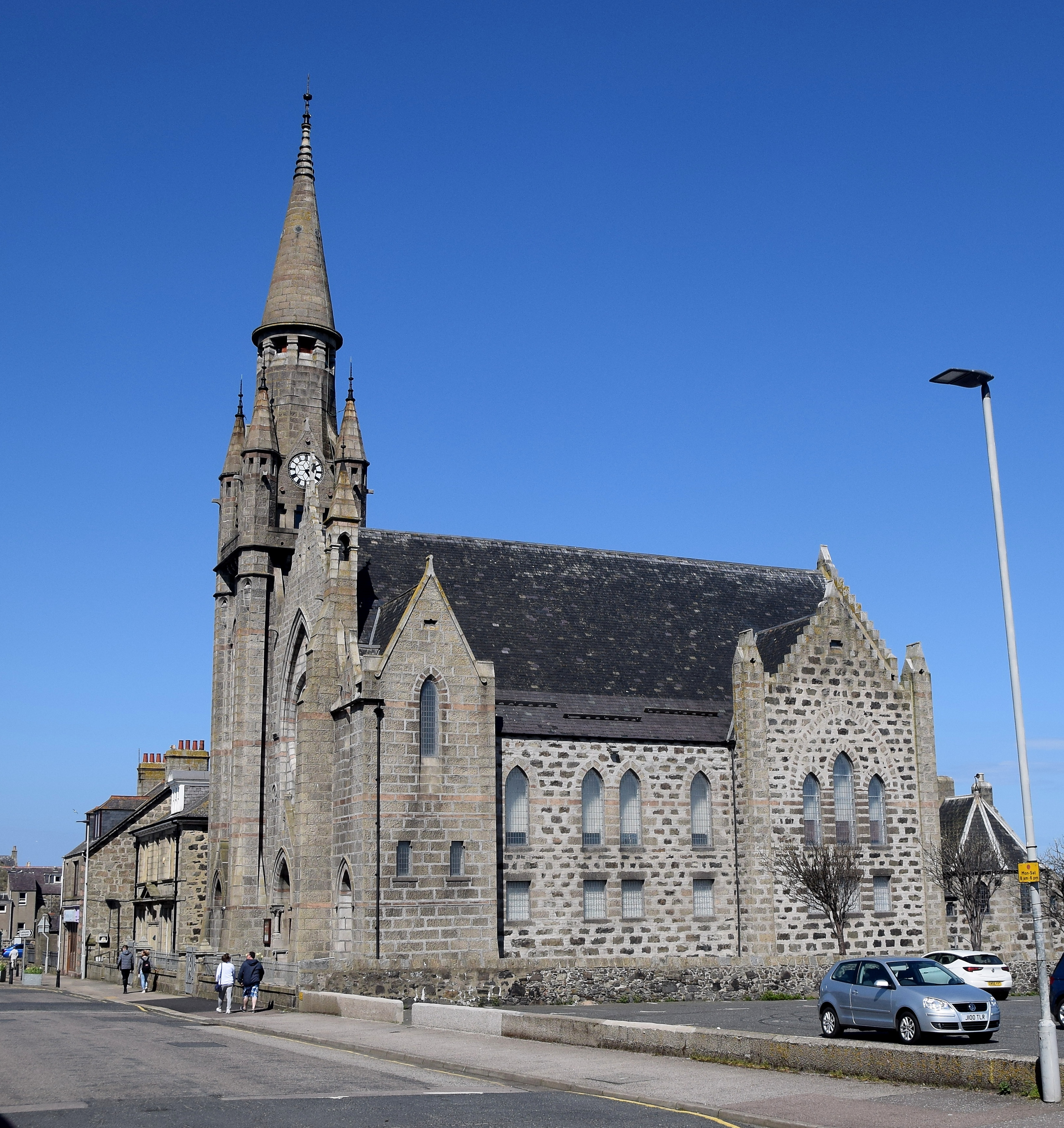
Iglesia del sur de Fraserburgh, lugar donde se encuentra la Tabla de Moisés

Durante la epidemia de peste de 1647 en Aberdeen, el King's College fue trasladado temporalmente a los edificios del antiguo colegio.
Los edificios universitarios fueron demolidos en su mayor parte a principios del siglo dieciocho. Se dice que una casa a la izquierda del pueblo fue construida con materiales tomados de la universidad, y cuatro de las piedras tienen inscripciones. A mediados del siglo diecinueve, el reverendo A. Gruar Forbes describió los restos del colegio como "reducidos a un montón, cubiertos de tierra y plantas"
La única parte sobreviviente es la Tabla de Moisés, anteriormente montada en la pared sobre la puerta de la escuela parroquial, ahora incorporada a la pared interior de la Iglesia Parroquial de Fraserburgh South, habiendo sido trasladada al edificio en octubre de 1969.